# Wettersäule (Esslingen)

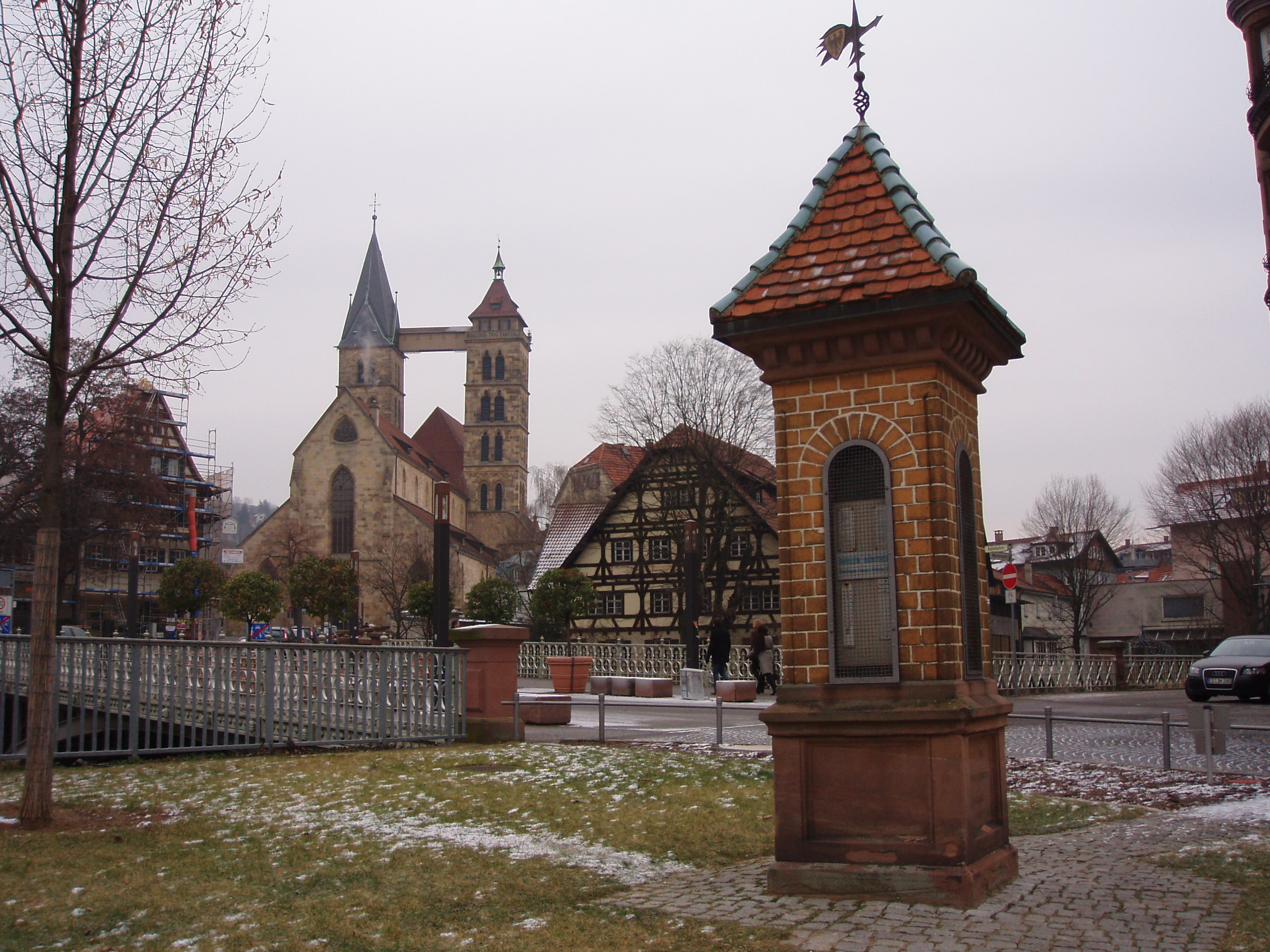
Wettersäule von Westen, im Hintergrund die Stadtkirche St. Dionys, 2006

Die Wettersäule in Esslingen am Neckar ist eine Wetterstation aus dem Jahr 1895.

## Geschichte
Anlässlich der Fertigstellung der benachbarten St.-Agnes-Brücke und der Neugestaltung der Umgebung, in der Ross- und Wehrneckarkanal zusammenfließen, stiftete der Verschönerungsverein Esslingen 1895 eine Wetterstation. Das etwa 4 Meter hohe Bauwerk wurde vom Architekten Hermann Falch entworfen. 
Über den Standort hatte es zunächst Auseinandersetzungen gegeben. Der Gemeinderat hatte dem Verschönerungsverein die Innere Brücke oder die Ritterstraße vorgeschlagen, weil er Probleme mit der Brunnennische des Seminargartens befürchtete. Diese Aufstellungsorte wurden jedoch vom Verschönerungsverein abgelehnt, der den Platz in unmittelbarer Nähe der Bahnhofstraße und des Schelztorturms vorzog, an dem die Wettersäule von allen vier Seiten bequem zugänglich aufgestellt werden konnte. Der Gemeinderat beugte sich schließlich den Argumenten des Verschönerungsvereins und am 23. Dezember 1895 erfolgte die Einweihung der Wettersäule an dem von den Stiftern gewünschten Platz. 

## Beschreibung
Die Wettersäule besitzt einen Natursteinsockel, dessen Inschriften über die Höhe über dem Meeresspiegel und über die Stifter der Säule Auskunft geben. Das eigentliche Bauwerk ist aus Backstein gemauert und weist vier Nischen auf, die mit zeitgenössischen Kacheln ausgekleidet wurden. Das Zeltdach ist mit Ziegeln gedeckt und trägt eine Wetterfahne, die das Wappen der Stadt zeigt. 
Die Nischen waren einst offen, sind aber inzwischen durch engmaschige Gittertüren vor Vandalismus geschützt, obwohl die Wettersäule nicht mehr die originalen Instrumente enthält. Die Baukosten für die Wettersäule beliefen sich auf 800 Mark, von denen 247 Mark auf die Instrumente entfielen. Diese ursprünglichen Instrumente stammten von der Firma Mollenkopf in Stuttgart. In der Nische auf der Nordseite war ein Thermometer nach Réaumur und Celsius untergebracht, auf der Ostseite befanden sich ein Thermometrograph nach Réaumur und Celsius und ein Barometer-Aneroid, auf der Südseite eine Entfernungstafel mit rund 50 Zielpunkten für Spaziergänge und Ausflüge und einer Wetterkarte, die täglich erneuert wurde, und auf der Westseite eine Tafel mit Taupunkt-Regeln und Lambrechts Polymeter, wozu auch ein Barometer nach Celsius und Fahrenheit gehörte, das eine Reduktion der Barometerstände auf 0° und die Korrektion nach dem Meeresspiegel in Millimetern ermöglichte.